# エスタディオ・エルナン・ラミレス・ビジェガス
エスタディオ・エルナン・ラミレス・ビジェガス（西: Estadio Hernán Ramírez Villegas）はコロンビアの都市ペレイラにある多目的スタジアム。
フットボル・プロフェシオナル・コロンビアーノに所属するデポルティーボ・ペレイラの本拠地であるため、殆どの場合においてサッカー場として使用される。
2011年のFIFA U-20ワールドカップコロンビア大会の試合が行われる事になっている。